# Leòstenes (almirall)
Leòstenes (en llatí Leosthenes, en grec antic Λεωσθένης "Leosthénes") fou un almirall atenenc que va dirigir la flota i l'exèrcit d'Atenes a les Cíclades el 361 aC.
Es va deixar sorprendre per Alexandre tirà de Feres, i va ser derrotat, perdent cinc trirrems i 600 homes, per la qual cosa a la tornada va ser condemnat a mort pels atenencs, com a càstig pel seu fracàs.